# Nicolás Córdova
Nicolás Córdova (född 9 januari, 1979 i Santiago) är en chilensk före detta fotbollsspelare.